# Sphinx eremitus
Sphinx eremitus is een vlinder uit de familie van de pijlstaarten (Sphingidae). De wetenschappelijke naam van de soort werd in 1823 gepubliceerd door Jacob Hübner.

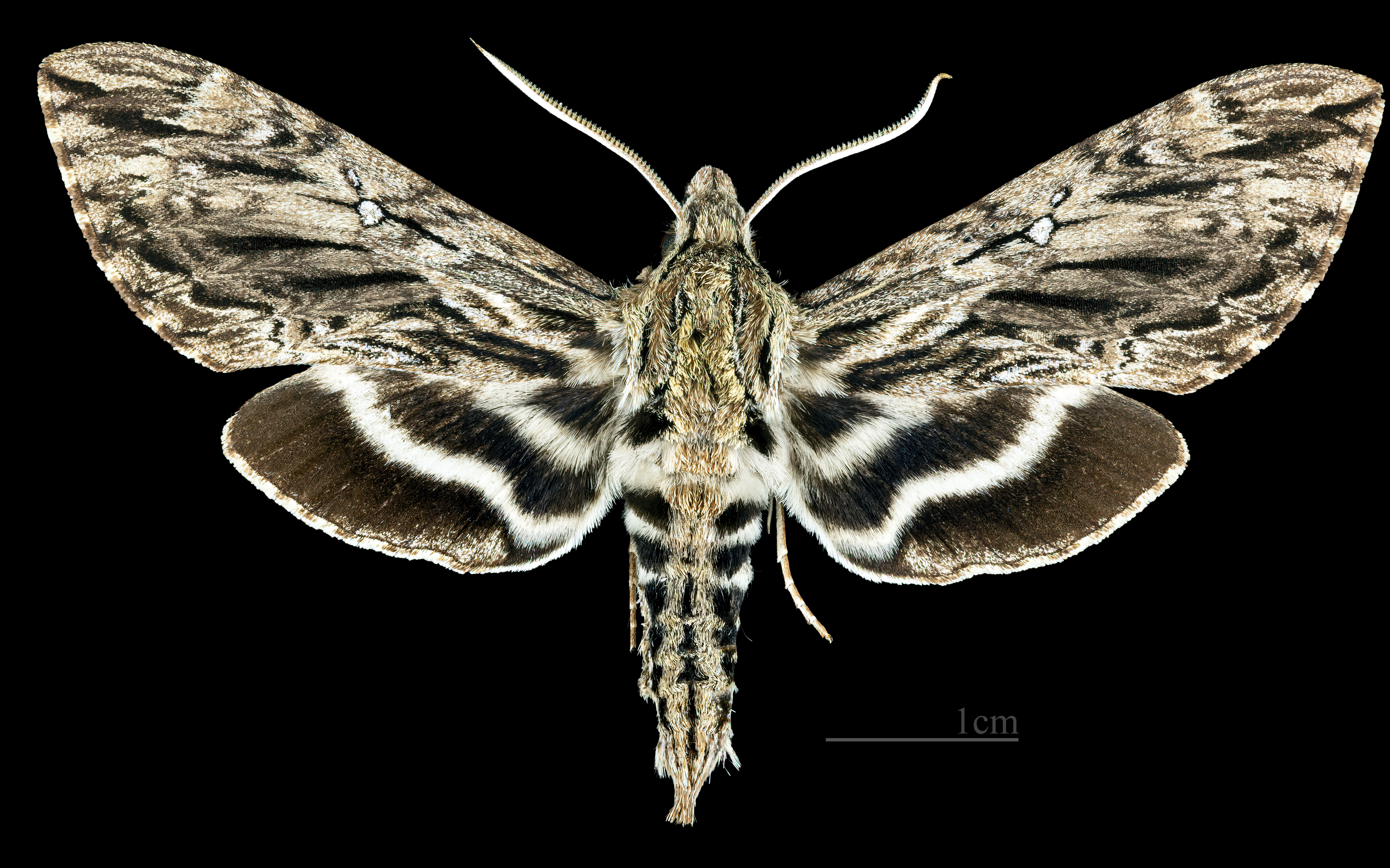
Lintneria eremitus ♂
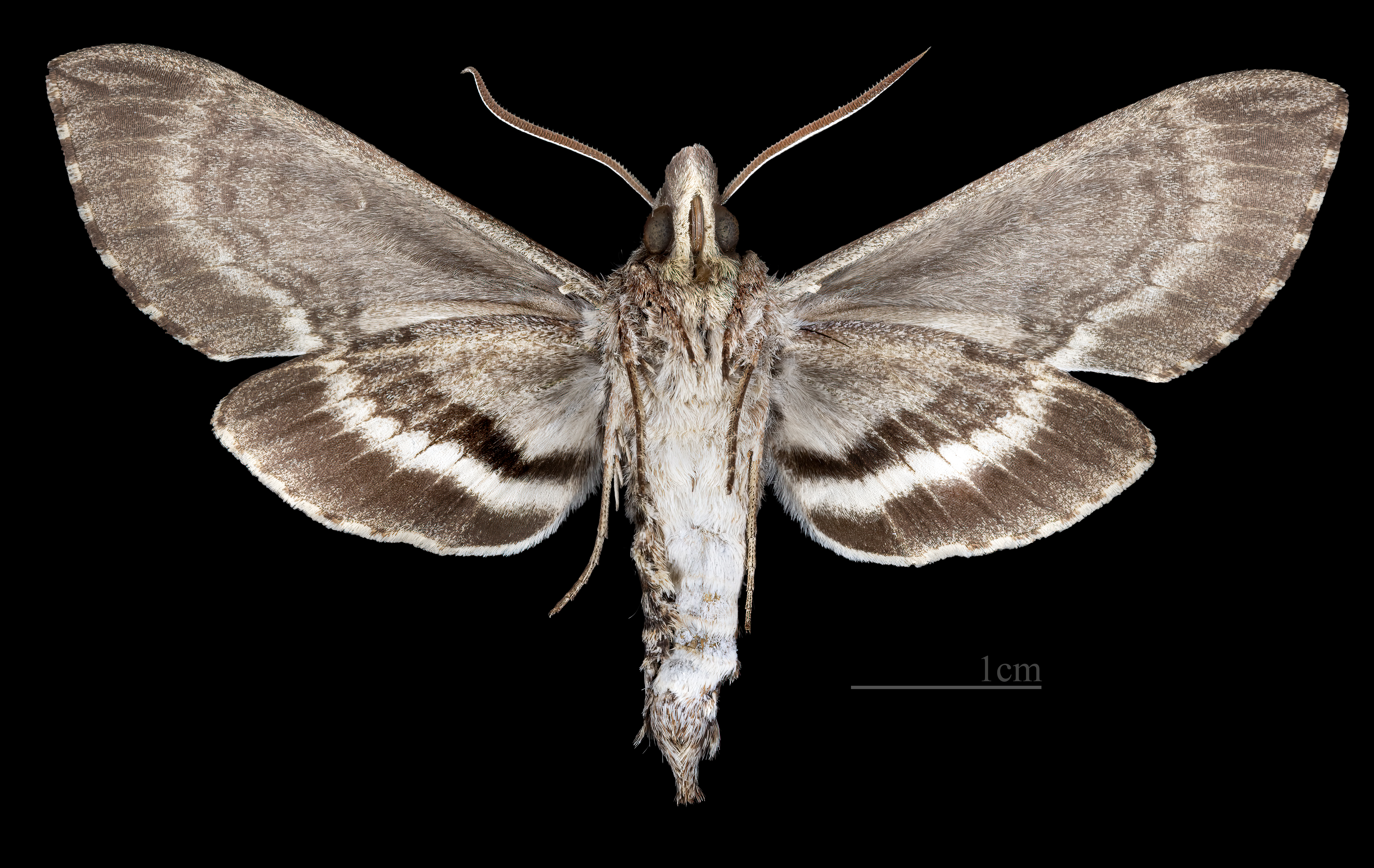
Lintneria eremitus ♂  △
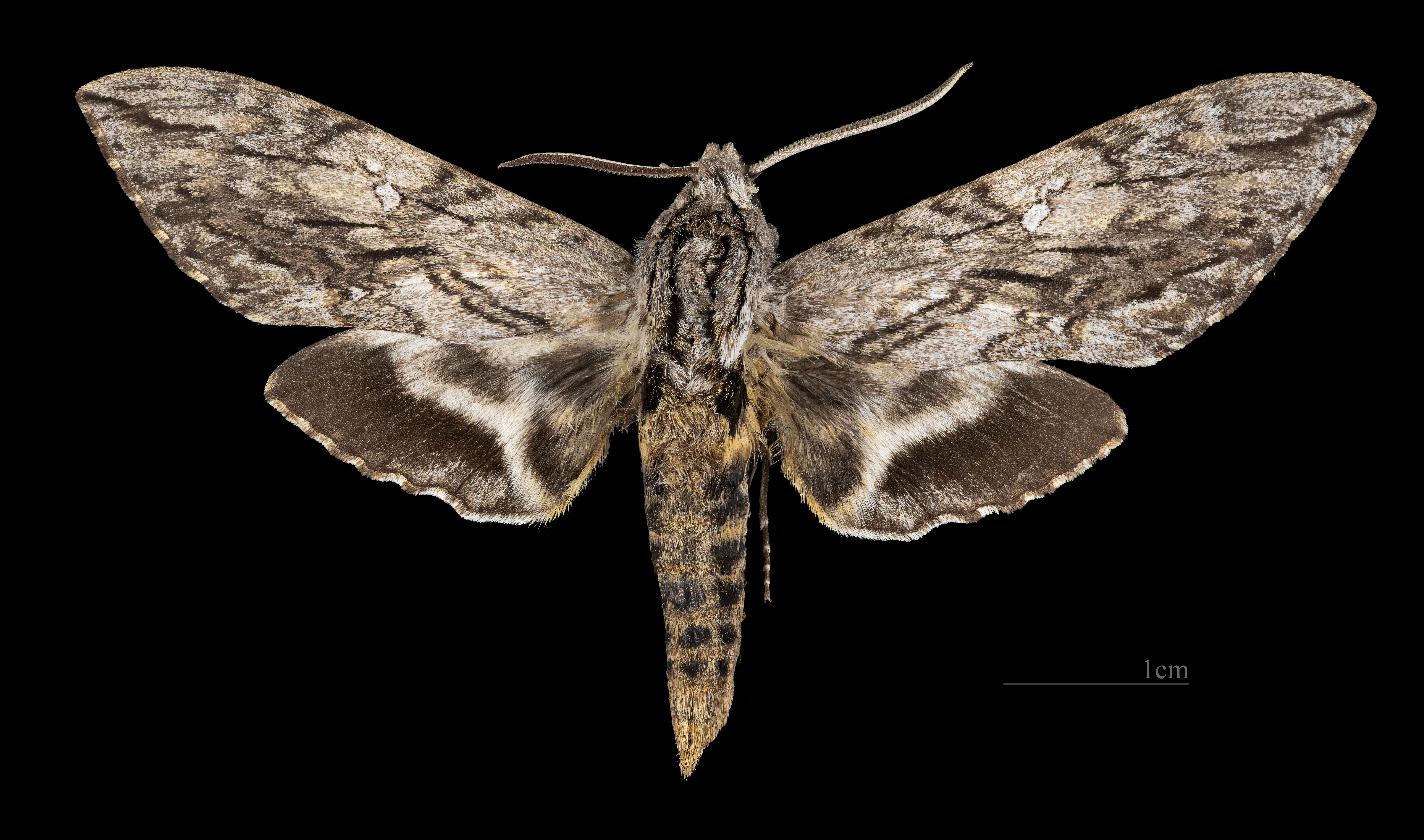
Lintneria eremitus ♀
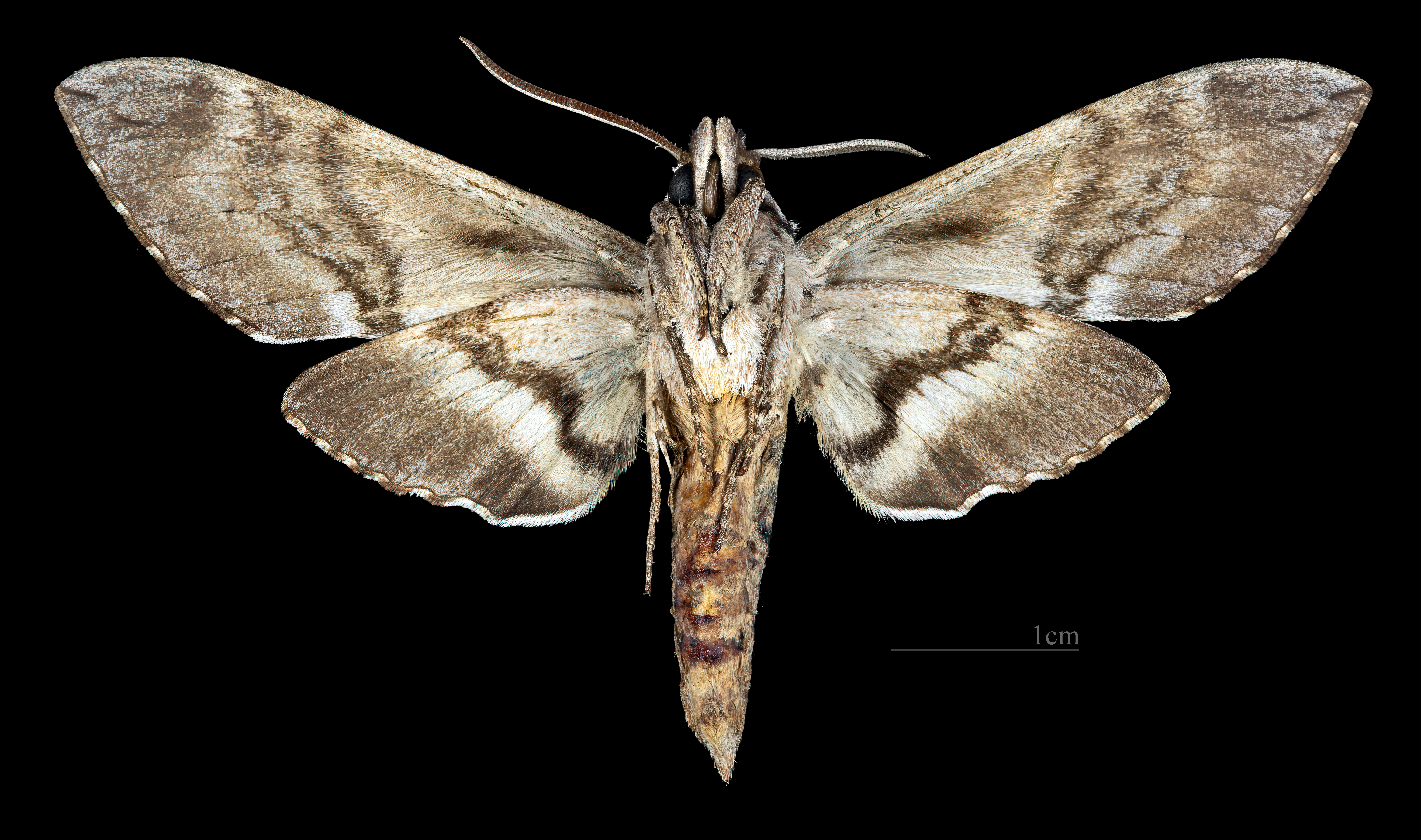
Lintneria eremitus ♀  △